# Broad Cove (Northeast Arm)
De Broad Cove is een inham in de Canadese provincie Newfoundland en Labrador. Het is een inham van de zeearm Northeast Arm aan de oostkust van het eiland Newfoundland. De Broad Cove ligt aan het noordelijke uiteinde van het Nationaal Park Terra Nova.

## Geografie
De Broad Cove is zoals de naam aangeeft een grote, brede inham. Hij ligt aan de zuidzijde van de Northeast Arm, een kilometerslange zijarm van de Alexander Bay in Oost-Newfoundland.
De inham is 1,2 km breed en gaat vanaf het hoofdgedeelte van de Northeast Arm zo'n 1,5 km zuidwaarts, waarbij hij al doende steeds versmalt en aldus een driehoekige vorm heeft. In het uiterste zuiden heeft de Broad Cove een amper 150 meter brede opening die het beginpunt is van de Southwest Arm, een zeearm die nog 5 km verder landinwaarts gaat. Op dat punt liggen de restanten van een dijk waarop historisch een aftakking van de Newfoundland Railway lag.
In het noorden, daar waar de Broad Cove uitgeeft in het hoofdgedeelte van de Northeast Arm, wordt de inham doorkruist door een lange (door een brug onderbroken) dijk. Deze zogenaamde causeway maakt deel uit van het traject van provinciale route 310 (NL-310). Hierdoor rijden autobestuurders als het ware dwars door het water. Vlak naast die dijk ligt Sandy Island, het enige eiland in de Broad Cove.

## Terra Nova
De Broad Cove ligt binnen de grenzen van het Nationaal Park Terra Nova. Aangezien het zeewater betreft, maakt officieel gezien echter enkel het omliggende land en Sandy Island effectief deel uit van dat nationaal park.
De wateren van de Broad Cove zijn, net als die van de er op aansluitende Southwest Arm, echter wel erkend als onderdeel van het Trekvogelreservaat Terra Nova.

## Galerij

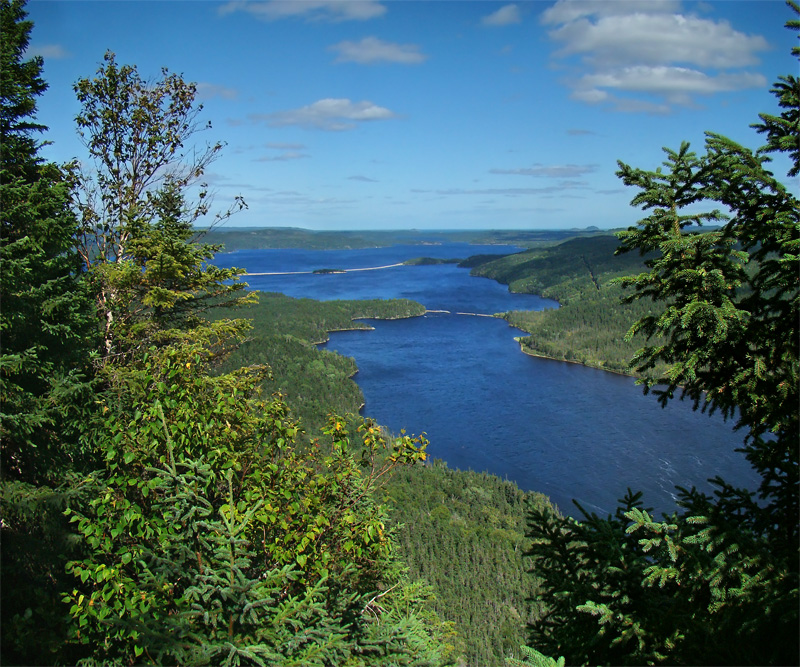
Zicht op de Southwest Arm (voorgrond), Broad Cove (centraal) en Northeast Arm (achtergrond) vanaf Maladie Head
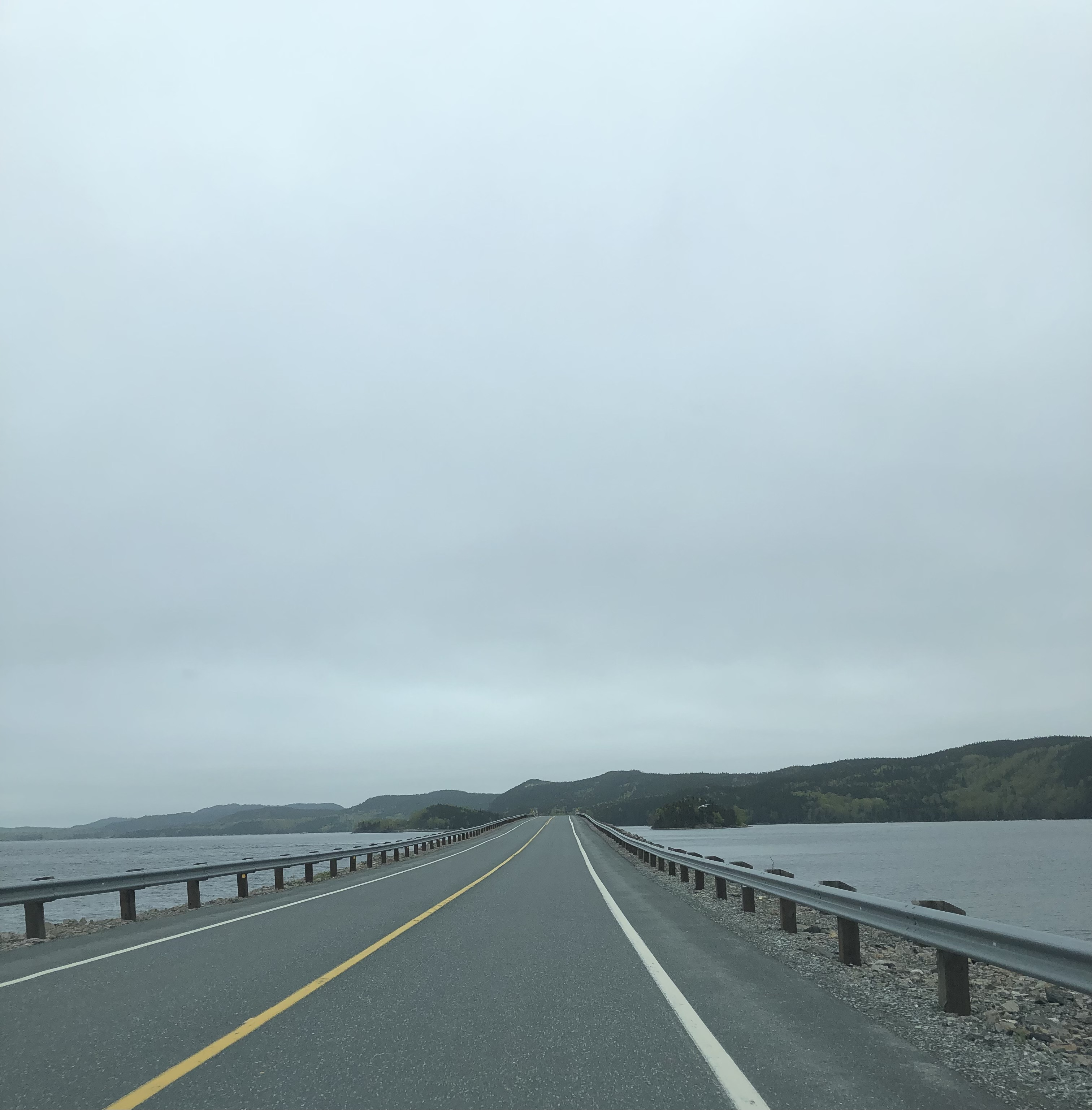
De causeway van Route 310 met links het hoofdgedeelte van de Northeast Arm en rechts de Broad Cove